# Ренвег Беч
Ренвег је име улице у Трећем бечком округу и истоименог стајалишта Бечког Шнелбана и регионалних аустријских возова.

## Положај
Станица шнеблана се налази у усеку некадашњег Винер Нојштатског канала, испод раскрснице улице Ренвег са Унгар гасе и Фазан гасе. У овом саобраћајном чворишту се укрштају трамвајске линије О (нула) и 71. Аутобуска линија 77А овде има своју почетну станицу. На железничкој станици, осим композиција Бечког Шнелбана стају и регионалини возови који саобраћају према југу до Винер Нојштата, према истоку до Волфстала и према северу до Брецлава и Знојма у Чешкој републици.

## Историјат
Током прве половине 19. века, на месту данашњег стајалишта Ренвег, непосредно пре моста који је прелазио канал, налазила се Вебершлојзе, шљунковити усек Винер Нојштатског канала. Након што је бечка каналска лука премештена на подручје оног што је касније постало станица Аспанг 1849. године, напуштено корито канала код Ренвега постепено је претворено у железничко корито.

### Прва станица
Прва станица Ренвег изграђена је 1883. године као део градске железнице и њоме су ишли путнички возови до 1943. године. Током Другог светског рата пруга је тешко оштећена и станица је морала да буде срушена 1945. године.

### Друга станица
У току увођења система брзог транзита у Бечу, одлучено је да се изгради ново стајалиште Ренвег. Станица је отворена 23. маја 1971. Као резултат тога, станица Аспанг је срушена 1977. године. Ново стајалиште Ренвег састојало се од бочног и централног перона. Међутим, овај други перон никада није коришћен као такав, јер трећи колосек никада није постављен.

### Трећа станица
Између 2000. и 2002. године аеродромски експресни воз је ишао са два колосека од раскрснице главне Шнелбан линије до аеродрома Беч-Швехат како би се омогућио 15-минутни интервал између центра града и аеродрома. Истовремено, станица Ренвег је потпуно обновљена. Уместо дотадашњих бочних перона, изграђена је централна платформа и приступ без препрека. Изнад перона је постављен трговачки, гастрономски и канцеларијски центар. Станица Ренвег је била затворена 16 месеци због грађевинских радова који су завршени 2002. године.

## Линије Бечке приградске железнице (Шнелбана)
| Списак линија Бечког Шнелбана које стају на станици Ренвег у Бечу (стање 2023. године) | Списак линија Бечког Шнелбана које стају на станици Ренвег у Бечу (стање 2023. године) |
| Линија                                                                                 | Траса линије |
| -------------------------------------------------------------------------------------- | --- |
|                                                                                        | Мајдлинг — Мацлаинсдорфер плац — Хауптбанхоф (перони 1 и 2) — Четврт Белведере — Ренвег — Вин Мите — Пратерштерн — Трајзенгасе — Ханделскај — Флоридсдорф — Генсерндорф — Марчег                                                                     |
|                                                                                        | Медлинг — Мајдлинг — Мацлаинсдорфер плац — Хауптбанхоф (перони 1 и 2) — Четврт Белведере — Ренвег — Вин Мите — Пратерштерн — Трајзенгасе — Ханделскај — Флоридсдорф — Волкерсдорф — Мистелбах                                                        |
|                                                                                        | Винер Нојштат — Баден — Мајдлинг — Мацлаинсдорфер плац — Хауптбанхоф (перони 1 и 2) — Четврт Белведере — Ренвег — Вин Мите — Пратерштерн — Трајзенгасе — Ханделскај — Флоридсдорф — Штокерау — Холлабрун                                             |
|                                                                                        | Винер Нојштат — Баден — Мајдлинг — Мацлаинсдорфер плац — Хауптбанхоф (перони 1 и 2) — Четврт Белведере — Ренвег — Вин Мите — Пратерштерн — Трајзенгасе — Ханделскај — Флоридсдорф — Штокерау — Холабрун — Абсдорф — Хиперсдорф (— Тулн — Тулнерфелд) |
|                                                                                        | (Ла на Цаји) — Мистелбах —Волкерсдорф — Флоридсдорф — Ханделскај — Трајзенгасе — Пратерштерн — Вин Мите — Ренвег — Ст. Маркс — Гајзелбергштрасе — Средишње бечко гробље — Кајзереберздорф — Швехат — Мансверт —Аеродром — Фишаменд …                 |

## Некадашња зграда амбасаде Републике Србије
Амбасада Републике Србије налазила се до 2011. године на адреси Ренвег бр. 3 (Rennweg Nr.3) у Палати Хојос. Данас се на овој локацији налази амбасада Хрватске.
- Палата Хојос у Ренвегу била је дом абасаде Републике Србије до 2011. године.
- Плата Хојос у улици Ренвег број 3.
- Палата Метерних у улици Ренвег број 27, дом амбасаде Републике Италије.
- Амбасада Нигерије се налази у улици Ренвег број 25.